# Weinzierl am Walde
Weinzierl am Walde est une commune autrichienne du district de Krems en Basse-Autriche.